# Cilicaea spinulosa
Cilicaea spinulosa är en kräftdjursart som beskrevs av William Aitcheson Haswell 1882. Cilicaea spinulosa ingår i släktet Cilicaea och familjen klotkräftor. Inga underarter finns listade i Catalogue of Life.